# Säsong (societet)
En säsong är inom överklassen den årliga period, då debutantbaler, middagsbjudningar och välgörenhetsinsamlingar hålls.

## London

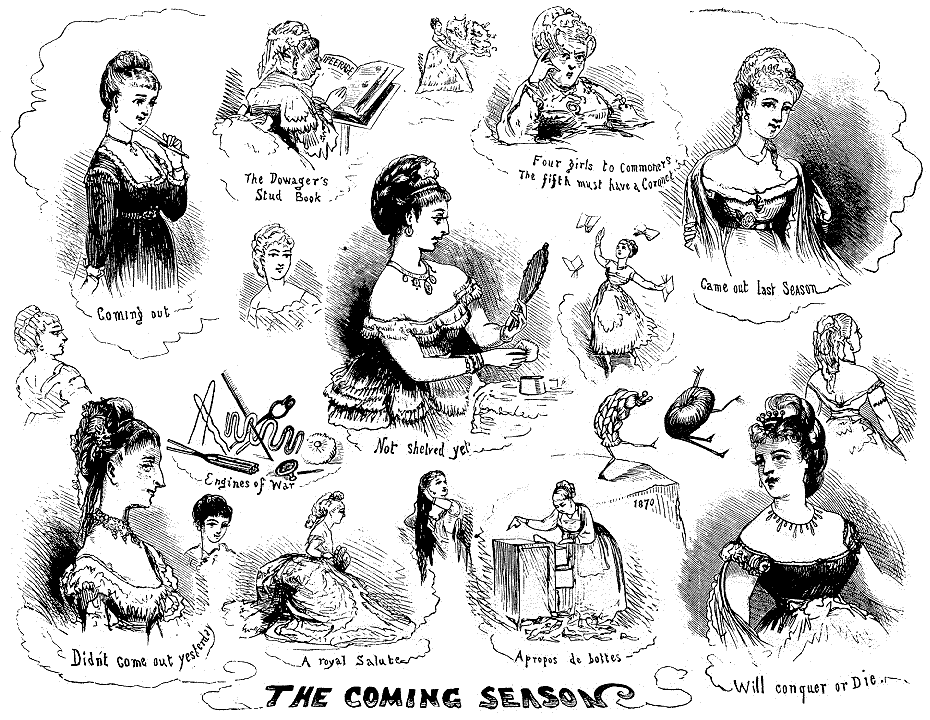
Teckning från 1870 med Londons säsong.

I London utvecklades systemet under 1600- och 1700-talen, och traditionerna kulminerade under 1800-talet. På den tiden fanns många rika som ägde ett så kallat "country house" som de kallade sitt hem, men tillbringade flera av årets månader i London för att umgås, eller engagera sig politiskt. Platser som Almack's spelade en viktig roll. Säsongen sammanföll med perioden då Storbritanniens parlament sammanträdde, och varade från jul fram till sommaren, vanligtvis slutet av juni. 
Fenomenets tillbakagång började efter första världskriget, då många aristokratiska familjer sålde sina bostäder i London. 1958 avskaffade drottning Elizabeth II av Storbritannien hovpresentationen av debutanter inför hovet, och numera finns inte längre någon officiell organisation, även om många av traditionerna lever kvar. Klädkod anses dock fortfarande ofta vara viktigt, framför allt då drottningen närvarar.

### Fotnoter
1. ↑  'The Social Character of the Estate: The London Season in 1841′, Survey of London: volume 39: The Grosvenor Estate in Mayfair, Part 1 (General History) (1977), pp. 89-93.